# Beaulieu (Isère)
Beaulieu è un comune francese di 628 abitanti situato nel dipartimento dell'Isère nella regione dell'Alvernia-Rodano-Alpi.

## Società

### Evoluzione demografica
Abitanti censiti